# 32. Jahrhundert v. Chr.
Portal Geschichte | Portal Biografien | Aktuelle Ereignisse | Jahreskalender | Tagesartikel

◄ |
5. Jt. v. Chr. |
4. Jahrtausend v. Chr. | 3. Jt. v. Chr.  ►

◄ |
34. Jh. v. Chr. |
33. Jh. v. Chr. |
32. Jahrhundert v. Chr. |
31. Jh. v. Chr. |
30. Jh. v. Chr. |
►
Das 32. Jahrhundert v. Chr. begann am 1. Januar 3200 v. Chr. und endete am 31. Dezember 3101 v. Chr. Dies entspricht dem Zeitraum 5149 bis 5049 vor heute oder dem Intervall 4466 bis 4451 Radiocarbon-Jahre.

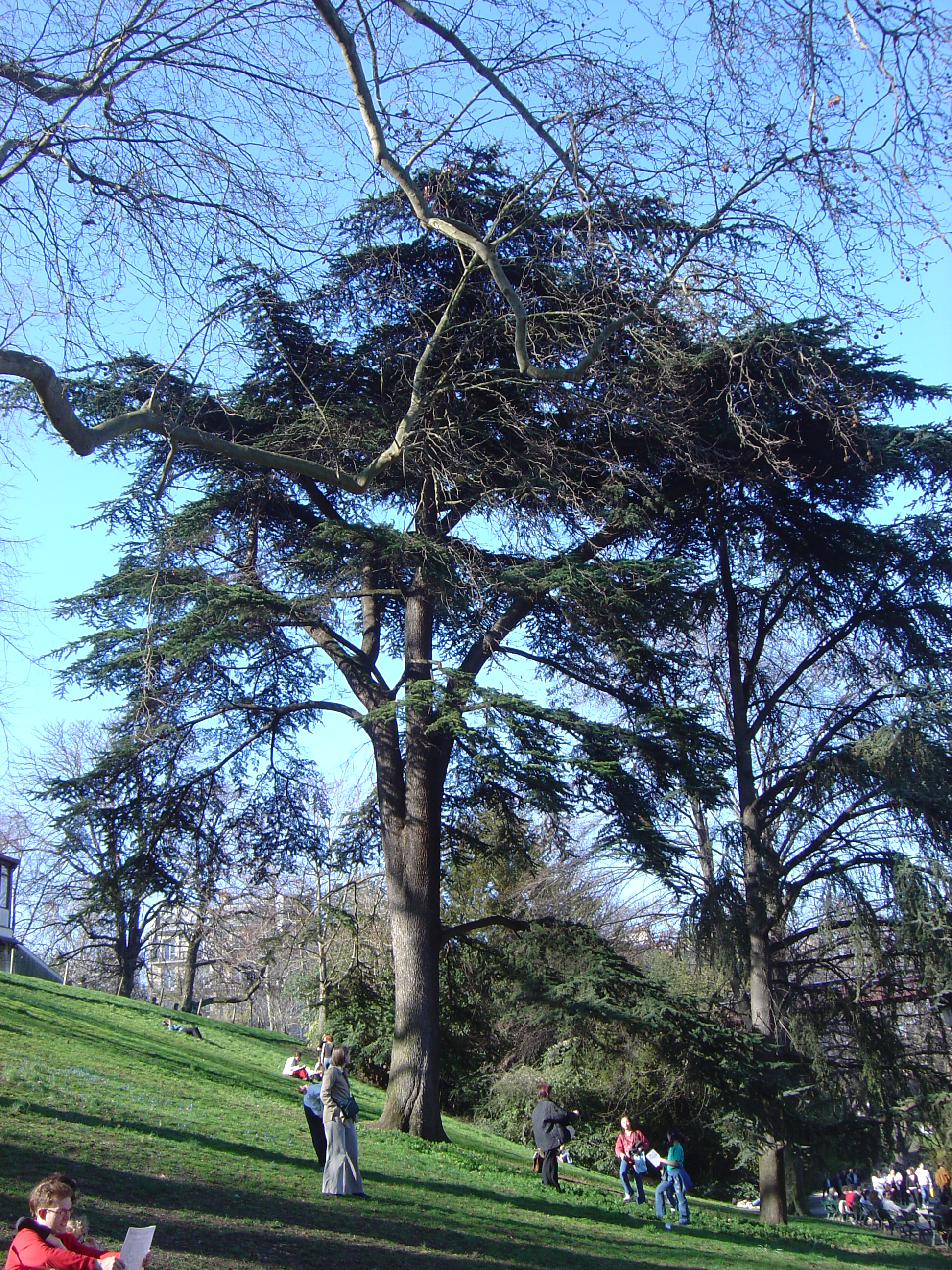
Libanon-Zeder

## Kalender und Zeitrechnung
- Wie das 33. Jahrhundert v. Chr. zeigt auch das 32. Jahrhundert einen stark anormalen Trend der Radiokarbonalter. Laut Stuiver und Braziunas (1993) schwanken die dendrochronologisch geeichten Werte für das 32. Jahrhundert zwischen 4540 und 4470 Radiokohlenstoffjahren. Zwischen 3170 und 3150 v. Chr. macht der Kurvenverlauf eine sehr starke negative Exkursion, bei der bereits fast der Endwert von 3100 v. Chr. erreicht wird.[1] Diese Exkursion ist auch bei INTCAL98 (Stuiver, M. u. a. 1998) zu sehen, dessen Werte für das Jahrhundert sich zwischen 4530 und 4490 Radiokohlenstoffjahren bewegen.[2] Bei CalPal liegen die Werte für das 32. Jahrhundert zwischen 4466 und 4451 Radiokohlenstoffjahren. Sie besitzen ein Plateau zwischen 3176 und 3156 v. Chr., sowie sehr deutlich im Zeitraum 3149 bis 3077 v. Chr.
- 11. August 3114 v. Chr.: Nach der Thompson-Korrelation von Sir J. Eric S. Thompson startet die Lange Zählung des Maya-Kalenders mit dem Datum 0.0.0.0.0.
- 3102 v. Chr.: Nach Ende des Mahabharata-Krieges Einsetzen des Kali-Yuga und endgültiges Nirwana Kishnas

## Zeitalter/Epoche
- Subboreal (3710 bis 450 v. Chr.).
- Spätneolithikum in Mitteleuropa (3500/3300 bis 2800 v. Chr.).
- Nordisches Mittelneolithikum (3300 bis 2350 v. Chr.) in Nordeuropa.
- Bronzezeit in Palästina und generell im Gebiet des Fruchtbaren Halbmonds.

## Ereignisse/Entwicklungen
- 32. Jahrhundert v. Chr.:
  - Die Untersuchungen des Glaziologen Lonnie G. Thompson von der Ohio State University deuten auf einen bedeutenden, globalen Klimaumschwung, der wahrscheinlich durch eine verminderte Sonnenaktivität verursacht wurde. Diese These wird durch folgende Punkte gestützt:
    - Eisbohrkerne aus Grönland und aus der Antarktis erreichen ihren niedrigsten Methangehalt.
    - Jahresringe von Bäumen aus Irland und England belegen eine Dürreperiode.
    - Eisvorstoß an der Quelccaya-Eiskappe in den Anden Perus. Pflanzen werden vom Eis eingeschlossen.[3]
    - Bohrkerne aus Seen in Südamerika zeigen drastische Änderungen in der Pollenzusammensetzung.

  - Phönizische Städte initiieren den Zedern-Handel mit Ägypten
- Um 3200 v. Chr.:
  - Erstmaliger Anbau von Mais in Südamerika.
- Um 3150 v. Chr.:
  - Eventueller Meteoriteneinschlag des so genannten Tollmann-Ereignisses.

## Erfindungen und Entdeckungen
- Ab 3200 v. Chr.:
  - Älteste bekannte Hieroglyphenfunde aus der Zeit um 3200 v. Chr. (Naqada III) in Abydos
  - Die Sumerer entwickeln die Proto-Keilschrift.[4][5]

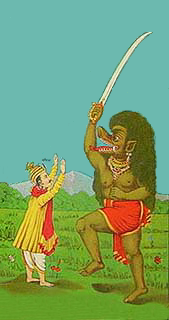
Der Dämon Kali versucht die Heilige Kuh zu töten

## Persönlichkeiten
- Krishna (3228 bis 3102 v. Chr.)
- Skorpion I., altägyptischer König aus der vordynastischen Zeit
- Stier, altägyptischer König
- Pen-abu, altägyptischer König
- Neminatha, 22. Tirthankara des Jainismus, im 32. Jahrhundert v. Chr.
- Hedju-Hor, altägyptischer König
- Iri-Hor, altägyptischer Pharao der 0. Dynastie, im 32. Jahrhundert v. Chr.
- Ka, altägyptischer Pharao der 0. Dynastie, (3200 bis 3150 v. Chr., auch um 3100 v. Chr.)
- mittlerer Todeszeitpunkt von Ötzi (3359 und 3105 v. Chr.)

## Archäologische Kulturen

### Kulturen in Nordafrika
- Nordafrika:
  - Capsien (9000 bis 3000 v. Chr.) in Algerien und in Tunesien
  - Tenerium (5200 bis 2500 v. Chr.) in der Ténéré-Wüste mit Fundstätte Gobero
  - In Ägypten löst die Naqada-III-Periode (3200 bis 3000 v. Chr.) mit Phase b1 um 3200 v. Chr. die Naqada-II-Periode ab
  - um 3150 v. Chr. beginnt die 0. Dynastie in Ägypten, erste Kleinkönige sind jetzt nachweisbar[6]
  - Die Frühdynastische Periode setzt gegen Ende des Jahrhunderts um 3100 v. Chr. ein
- Nubien:
  - A-Gruppe (3800 bis 3100 v. Chr.)
  - Um 3200 v. Chr. entsteht eine organisierte Gesellschaft, die jedoch bis 2600 v. Chr. ein Vasall Oberägyptens bleibt

### Kulturen in Mesopotamien und im Nahen Osten

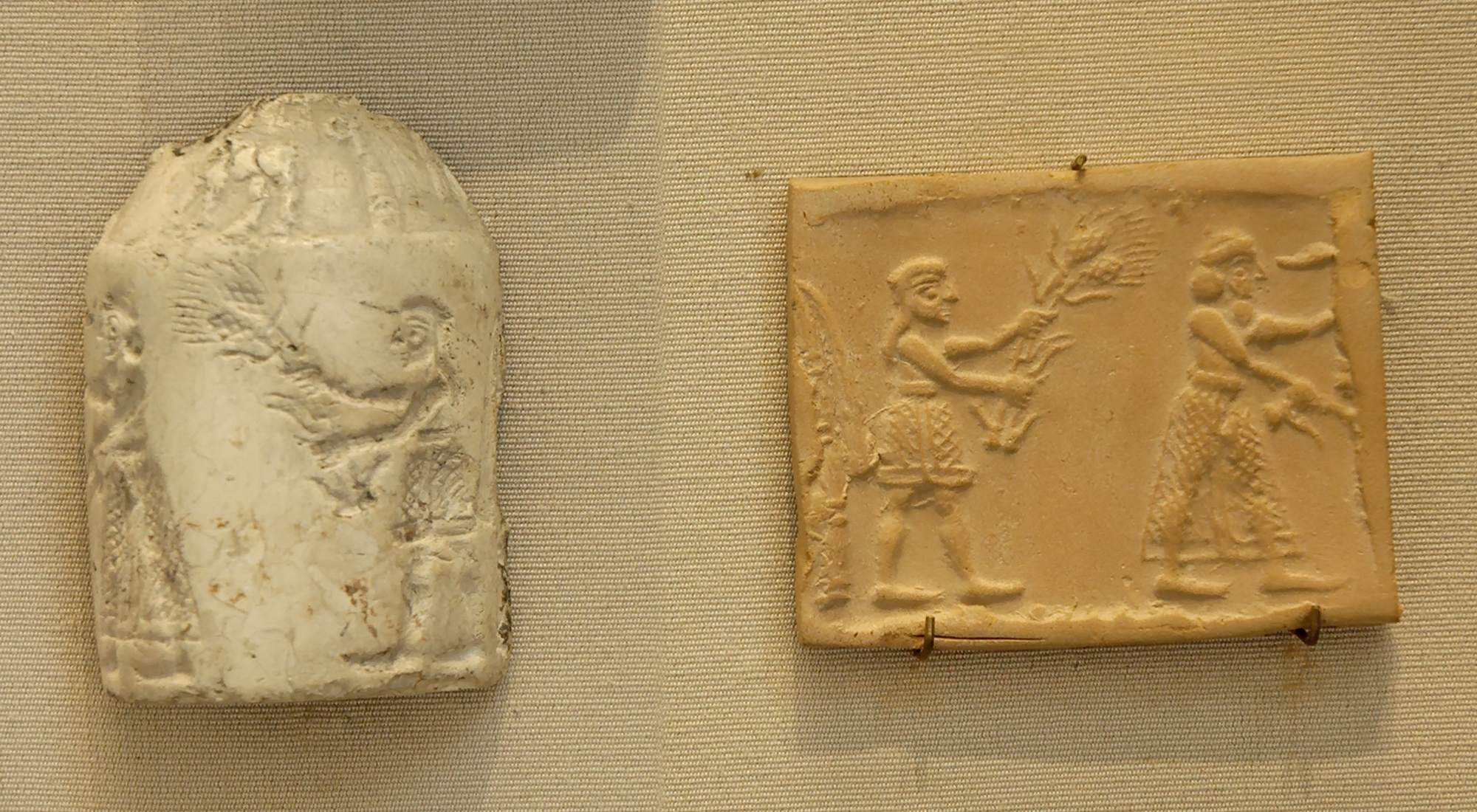
Rollsiegelzylinder und dessen Abdruck aus der Späturuk-Zeit, um 3200 v. Chr.

- Späturuk-Zeit in Mesopotamien (Sumer) – 3400 bis 3000 v. Chr. – in der sich erstmals eine städtische Lebensweise bildete. Uruk war damals die führende Stadt Sumers.[7] Tempelbau am Eanna-Distrikt
- Einzelfundstätten:
  - Ninive (ab 6500 v. Chr.) im Norden Mesopotamiens – Ninive 3 bzw. Gaura A
  - Tappe Sialk (6000 bis 2500 v. Chr.) im Iran – Sialk III
  - Amuq (6000 bis 2900 v. Chr.) in der Türkei – Amuq F
  - Tell Brak (6000 bis 1360 v. Chr.) in Syrien – TW 18-19
  - Mersin (5400 bis 2900 v. Chr.) in Anatolien – Mersin 15
  - Eridu (ab 5300 bis ca. 1950 v. Chr.) in Mesopotamien – Eridu 8-6
  - Tappa Gaura (5000 bis 1500 v. Chr.) im Norden Mesopotamiens – Gaura 11-10
  - Tell Chuera (5000 bis 1200 v. Chr.) in Syrien
  - Tell Hamoukar (4500 bis 2000 v. Chr.) in Syrien
  - Arslantepe in der Türkei – Periode VII
  - Tepe Yahya im Iran – Proto-Elamitische Periode IV C (3400 bis 3000 v. Chr.)
  - Susa im Iran (ab 4000 v. Chr.) – Susa II
  - Tell Hammam et-Turkman in Syrien – Vb

### Kulturen in Ostasien
- China:
  - Laoguantai-Kultur (6000 bis 3000 v. Chr.), Shaanxi
  - Dadiwan-Kultur (5800 bis 3000 v. Chr.), oberer Gelber Fluss
  - Yangshao-Kultur (5000 bis 2000 v. Chr.), Zentral- und Nordchina: Miaodigou-Phase – (zirka 4000 bis 3000 v. Chr.)
  - Hongshan-Kultur (4700 bis 2900 v. Chr.), Nordostchina
  - Dawenkou-Kultur (4100 bis 2600 v. Chr.), entlang Gelbem Meer
  - Beiyinyangying-Kultur (4000 bis 3000 v. Chr.), unterer Jangtsekiang
  - Miaozigou-Kultur (3500 bis 3000 v. Chr.), Innere Mongolei
  - Yingpu-Kultur (3500 bis 2000 v. Chr.) in Taiwan
  - Liangzhu-Kultur (3400/3300 bis 2200 v. Chr.) in Südostchina
  - Nuomuhong-Kultur (3300 bis 2900 v. Chr.), Qaidam-Becken
  - Die Longshan-Kultur (3200 bis 1850 v. Chr.) am mittleren und unteren Gelben Fluss setzt ein
  - Beginn der Karuo-Kultur (3200 bis 2000 v. Chr.) in China und Tibet
- Vietnam:
  - Đa-Bút-Kultur (4000 bis 1700 v. Chr.)
- Korea:
  - Mittlere Jeulmun-Zeit (3500 bis 2000 v. Chr.)
- Japan:
  - Frühe Jōmon-Zeit (Jōmon III – 4000 bis 3000/2500 v. Chr.) mit den ersten größeren Siedlungen

### Kulturen in Südasien
- Industal:
  - Amri-Kultur (4. und 3. Jahrtausend v. Chr.)
  - Indus-Kultur: Ravi-Aspekt der Hakra-Phase von Harappa I (3300 bis 2800 v. Chr.)
    - Kalibangan I (3500 bis 2800 v. Chr.)
    - Kot Diji (3400 bis 2650 v. Chr.)
- Belutschistan:
  - Mehrgarh: Periode V (3250 bis 3000 v. Chr.)
  - Nal-Kultur (3800 bis 2200 v. Chr.)

### Kulturen in Nordasien
- Sibirien:
  - Afanassjewo-Kultur (3500 bis 2500 v. Chr.) in Südsibirien (Altai-Region)
  - Einsetzen der Glaskowo-Kultur (3200 bis 2400 v. Chr.) in Sibirien, Mongolei und Südostrussland
  - Die Botai-Kultur (3700 bis 3100 v. Chr.) in Kasachstan geht zu Ende

### Kulturen in Europa
- Nordeuropa:
  - Bootaxtkultur (4200 bis 2000 v. Chr.) in Skandinavien und im Baltikum
- Nordosteuropa:
  - Memel-Kultur (7000 bis 3000 v. Chr.) in Polen, Litauen und Belarus
  - Grübchenkeramische Kultur (4200 bis 2000 v. Chr. – Radiokarbonmethode: 5600 bis 2300 v. Chr.) in Norwegen, Schweden, Baltikum, Russland und Ukraine
  - Rzucewo-Kultur (5300 bis 1750 v. Chr.) im Baltikum und Polen
  - Narva-Kultur (5300 bis 1750 v. Chr.) in Estland, Lettland und Litauen
- Osteuropa:
  - Kurgan-Kulturen (5000 bis 3000 v. Chr.) in Kasachstan, Russland und in der Ukraine
  - Jamnaja-Kultur (3600 bis 2300 v. Chr.) in Russland und in der Ukraine
  - Kura-Araxes-Kultur (3500/3000 bis 2000/1900 v. Chr.) im Kaukasus
  - Einsetzen der Fatjanowo-Kultur (3200 bis 2300 v. Chr.) nach Anthony[8]
- Südosteuropa:
  - Esero-Kultur (3300 bis 2700/2500 v. Chr.) im östlichen Balkan
  - Die Kykladenkultur (3200 bis 1100 v. Chr.) in Griechenland beginnt mit der Frühkykladischen Phase
  - Kreta – frühminoische Vorpalastzeit gemäß Warren und Hankey (1989) – FM I (3650/3500 bis 3000 v. Chr.)[9] Laut Manning (1995) liegt der Beginn des FM I jedoch wesentlich später, nämlich erst bei 3100/3000 v. Chr.;[10] in der niedrigen und in der hohen Datierung erfolgt er bereits bei 3300 v. Chr.
- Mitteleuropa:
  - Trichterbecherkultur (nördliches Mitteleuropa) – 4200 bis 2800 v. Chr.
  - Badener Kultur (3500 bis 2800 v. Chr.) in Österreich, Ungarn
  - Chamer Kultur – Bayern, Tschechien, Österreich – 3500 bis 2700 v. Chr.
  - Wartberg-Kultur in Nordhessen – 3500 bis 2800 v. Chr.
  - Horgener Kultur (3500 bis 2800 v. Chr.) in der Schweiz und in Südwestdeutschland
  - Salzmünder Kultur (3400 bis 3000 v. Chr.) in Deutschland
  - Vlaardingen-Kultur (3350 bis 1950 v. Chr.) in den Niederlanden
  - Einsetzen der Walternienburg-Bernburger Kultur (3200 bis 2800 v. Chr.)
  - Es beginnt die Havelländische Kultur (3200 bis 2800 v. Chr.) in Ostdeutschland

- Westeuropa:

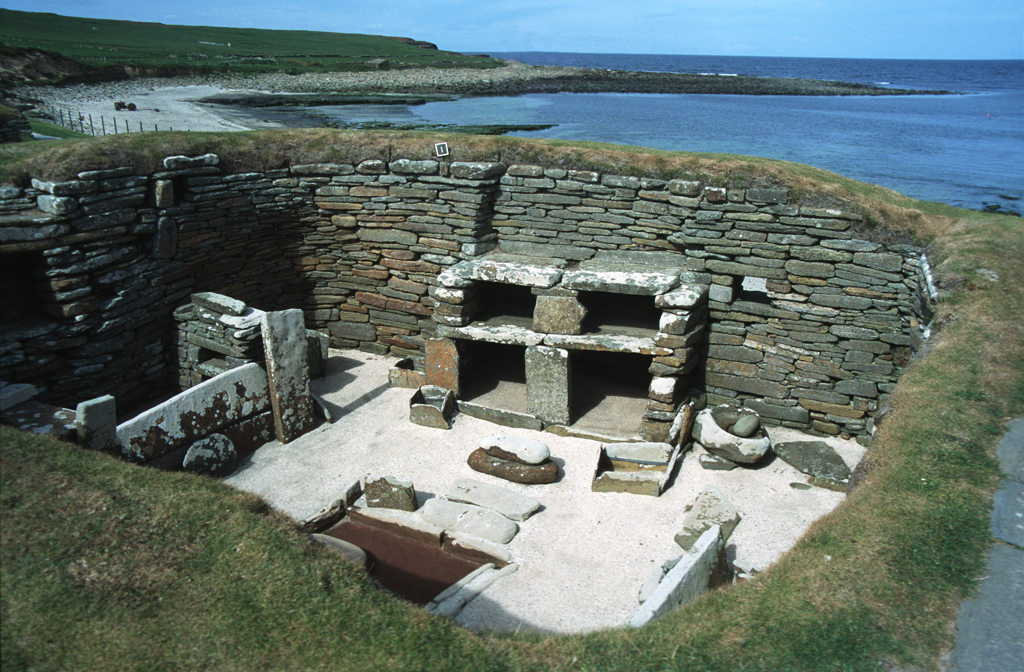
Skara Brae an der Westküste Mainlands, Orkney

  - Kultur der Grooved Ware in Großbritannien und Irland (3400 bis 2000 v. Chr.)
    - Beginn der Besiedlung von Skara Brae auf den Orkney-Inseln (um 3180 v. Chr. bis 2500 v. Chr.)

  - Peterborough Ware (3400 bis 2500 v. Chr.) in Großbritannien
  - Chassey-Lagozza-Cortaillod-Kultur (4600 bis 2400 v. Chr.) in Frankreich, Schweiz und Italien
  - Almeríakultur (3250 bis 2550 v. Chr.) in Südostspanien – Almeria I
  - Megalithkulturen:
    - Frankreich (4700 bis 2000 v. Chr.)
    - Iberische Halbinsel (4000 bis 2000 v. Chr.) (Spanien und Portugal)
      - Los Millares (3200 bis 1800 v. Chr.)

    - Malta: Saflieni-Phase (3300 bis 3000 v. Chr.) – Nordtempel von Ħaġar Qim (3600 bis 3000 v. Chr.)
    - Sardinien: Ozieri-Kultur (gewöhnlich 4300/4000 bis 3200 v. Chr., nach Spätdatierung 3200 bis 2800 v. Chr.)
    - Irland: Um 3150 v. Chr. Baubeginn des Hügelgrabs von Newgrange
    - Schottland: Um 3100 v. Chr. wird auf dem Mainland der Orkney-Inseln der Steinkreis von Stenness errichtet
    - England: In Stonehenge 1 wird der Erdwall um 3100 v. Chr. ausgehoben

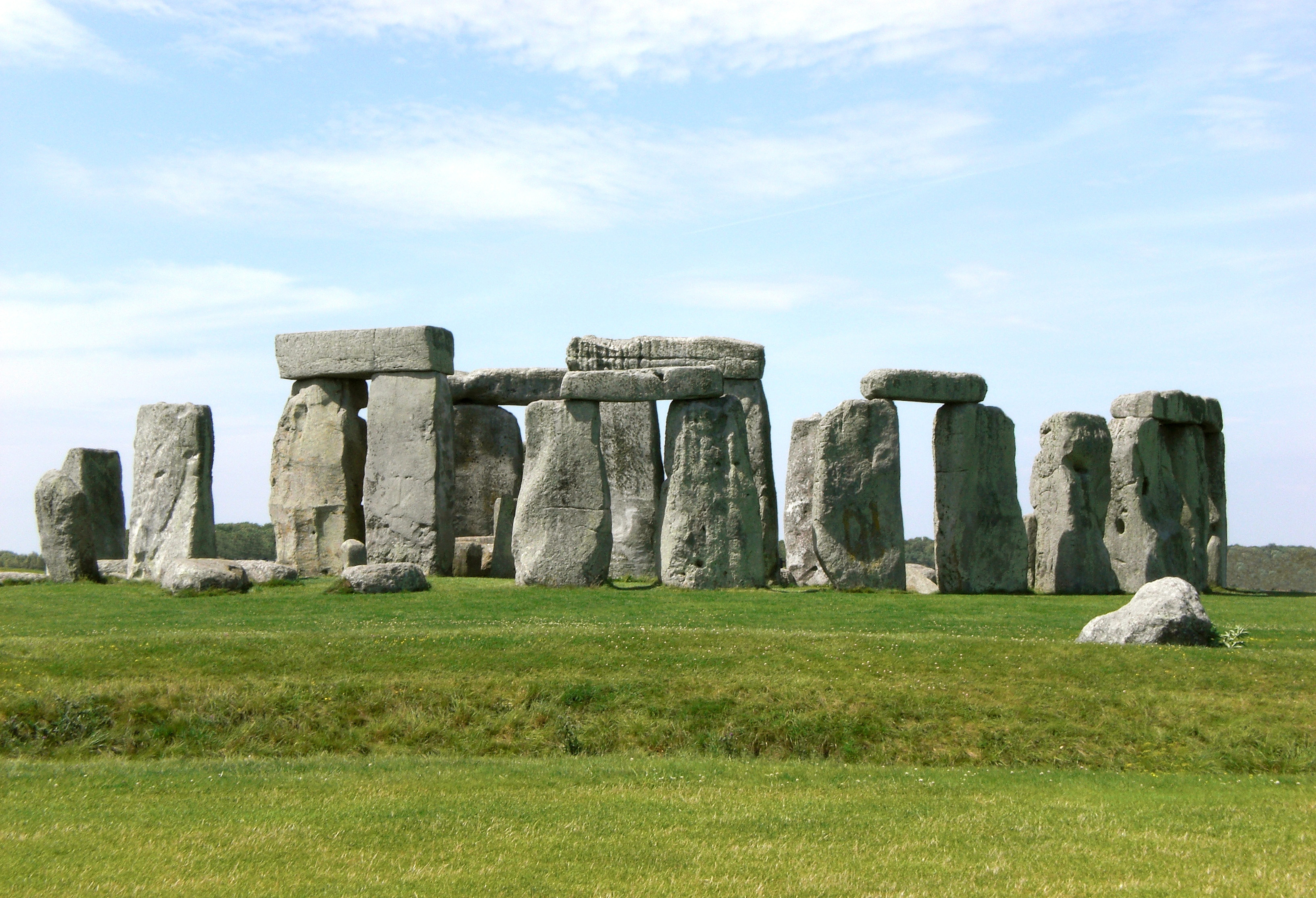
Stonehenge bei Salisbury

### Kulturen in Amerika
- Nord- und Zentralamerika:
  - Archaische Periode. Errichtung von Mounds in den östlichen Waldgebieten ab 4000 v. Chr.
- Südamerika:
  - Chinchorro-Kultur (7020 bis 1500 v. Chr.) in Nordchile und Südperu
  - Ecuador: Valdivia-Kultur (3950 bis 1750 v. Chr.)
  - Peru: Norte-Chico-Kultur (3500 bis 1800 v. Chr.)
  - Kolumbien: San-Agustín-Kultur (3300 v. Chr. bis 1550 n. Chr.)